# Wendy's
Wendy's es una empresa multinacional de restaurantes de comida rápida con sede en Dublin, Ohio, Estados Unidos. Su menú está compuesto por hamburguesas, sándwiches y batidos.
A nivel internacional, Wendy's es la tercera cadena de hamburgueserías más grande de Estados Unidos con más de 13.817 establecimientos, por detrás de McDonald's y Burger King. A diferencia de ambas marcas, Wendy's no posee un producto estrella y centra todas sus promociones en el tamaño y la carne de sus hamburguesas.
Wendy's pertenece a The Wendy's Company, matriz que también controla T.J. Cinnamons (rollos de canela).

## Historia

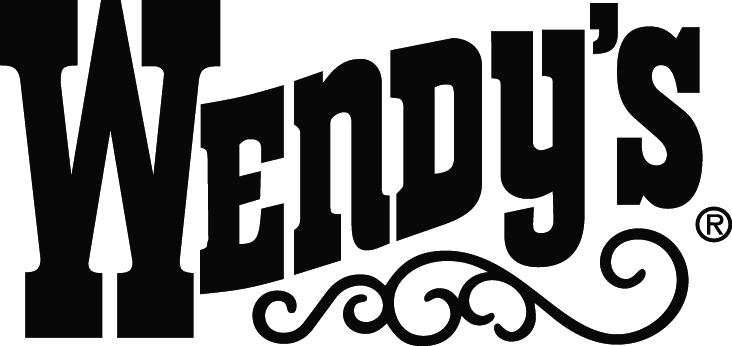
Tipografía de Wendy's usada desde 1969 hasta 2013.

El primer restaurante Wendy's fue abierto el 15 de noviembre de 1969 a las afueras de Columbus, Ohio. Su propietario, Dave Thomas, quien ya tenía experiencia en el mundo de los restaurantes, en los 60s fue propietario de cuatro franquicias de Kentucky Fried Chicken, el cual consiguió hacerlas rentables. En 1968 las vendió por 1,5 millones de dólares y con ese dinero pudo emprender su nuevo negocio. Tanto el nombre "Wendy's" como el logotipo −la cara de una niña con coletas− están inspiradas en el apodo de su hija de ocho años, Melinda Lou Thomas.
Wendy's Old Fashioned Hamburgers ofreció platos como hamburguesas, chili con receta secreta, patatas fritas, refrescos y los postres "Frosty". La carta era muy reducida para ahorrar costes y se centraba en promocionar la calidad de las carnes en sus productos. Al año siguiente abrió un segundo local, y a partir de 1972 empezó a franquiciarlo, siguiendo un modelo geográfico. Tres años después se alcanzaron los 100 restaurantes, se superaron los 25 millones de dólares en ventas y se inició la expansión internacional con un local en Canadá. En diciembre de 1976, Wendy abrió su restaurante número 500, que se encuentra en Toronto, Canadá.
La marca creció mucho en años posteriores, tanto en el mercado nacional como en el extranjero. En 1978 se abre el local número 1000 en Springfield, Tennessee, y se estrenó en Europa con un puesto en Múnich (Alemania). Desde febrero de ese mismo año hasta noviembre de 1979 se inauguraron más de 750 restaurantes, una media de 1,5 al día.
Dave Thomas dejó de ser director ejecutivo en 1982, pero se mantuvo como presidente fundador y ejerció de portavoz en la publicidad para televisión, convirtiéndose así en un rostro popular para el espectador.
Durante los años 1980 se recrudeció la competencia entre cadenas de comida rápida, con campañas muy agresivas por parte de las hamburgueserías McDonald's y Burger King. La respuesta de Wendy's fue promocionar el tamaño de sus piezas de carne, y su campaña publicitaria Where's the beef? («¿Dónde está la carne?», 1984) se convirtió en una de las más populares de la década. Sin embargo, la empresa no pudo aguantar el ritmo y en 1986 registró pérdidas de 4,9 millones de dólares. La crisis se agravó porque el consumidor ya no asociaba a la marca como una opción de calidad, y el 20% de los franquiciados estaban en números rojos. Dave Thomas se vio obligado a regresar de su retiro y en 1987 puso al frente a James W. Near, un experimentado franquiciador.
Entre 1988 y 1990 las operaciones ampliadas de Wendy llegaron a nivel mundial para México, Nueva Zelanda, Indonesia, Grecia, Turquía, Guatemala, así como la Base Naval de Estados Unidos en Nápoles, Italia.
En la década de 1990 se cerraron los locales menos rentables, se recortaron numerosos cargos administrativos y se ofreció a los trabajadores unos programas de incentivos para motivarles. Después se hicieron cambios en el menú, centrándolo en las hamburguesas, y se establecieron nuevos estándares de calidad. Las medidas fueron un éxito y el grupo volvió a registrar beneficios, lo que les permitió desarrollar un nuevo plan de expansión con la compra en 1995 de la canadiense Tim Hortons (especializada en donuts) y en 2002 de Baja Fresh (cocina tex-mex). Ese mismo año, el fundador Dave Thomas falleció a causa de un cáncer hepático. Wendy's se deshizo de Tim Hortons y Baja Fresh en 2005 para centrarse en sus propios restaurantes.
En abril de 2008, Wendy's fue adquirida por la firma inversora Triarc, dueña de Arby's y controlada por el multimillonario Nelson Peltz. Ambas empresas funcionarían por separado, aunque bajo la gestión de un único grupo llamado Wendy's Arby's Group. Sin embargo, el rendimiento de esta nueva compañía fue desigual y en 2011 los propietarios se deshicieron de Arby's, su marca menos rentable, vendiéndole la participación mayoritaria a una firma de capital riesgo. De este modo Wendy's se consolidó como la tercera cadena de hamburgueserías más grande de Norteamérica y en 2012 llegó incluso a alcanzar temporalmente el segundo puesto.

## Productos

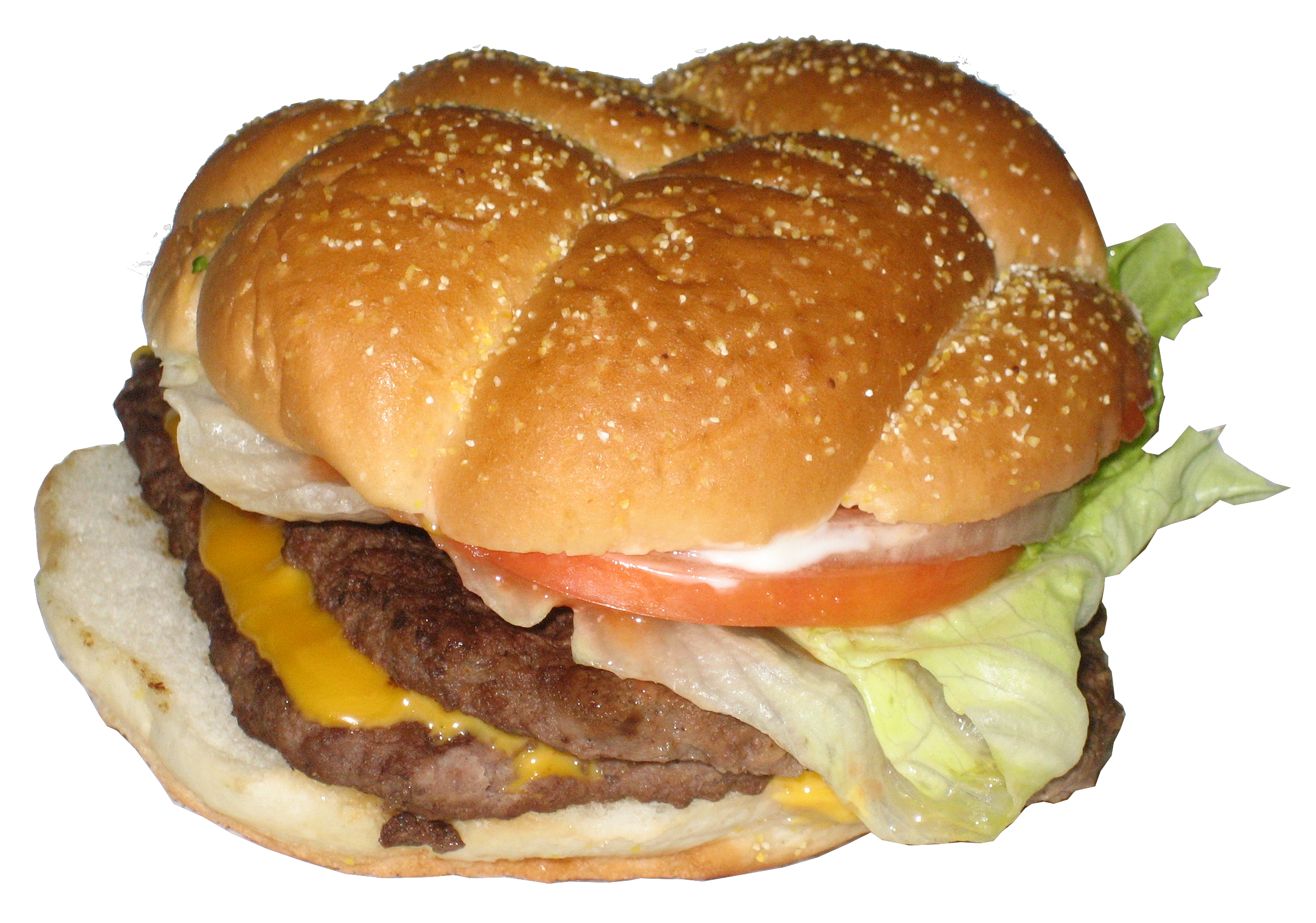
Hamburguesa doble con beicon.

La especialidad de Wendy's son las hamburguesas, que se ofrecen en dos tamaños: Junior (50,4 gramos) y Single (113,4 gramos). Los filetes son cuadrados y están hechos con carne de ternera picada fresca. La hamburguesa puede ser simple (una pieza), doble o triple. 
Aunque Wendy's no tiene un producto estrella, el más conocido de su menú se llama Dave's Hot 'n Juicy en honor al fundador Dave Thomas.
Otro aspecto destacado son los productos de carne de pollo. Durante muchos años solo hubo dos variedades de este sándwich: frito y a la plancha. En los años 1990 se introdujo una hamburguesa de pollo picante que se hizo fija en 1996 por su popularidad. Además, Wendy's sirve wraps, nuggets de pollo, ensaladas, patatas (fritas o rellenas) y chili con carne. Algunos locales cuentan con servicio de desayuno.
En postres, el más popular es el batido lácteo Frosty. Su sabor original es el de chocolate, presente desde la fundación de Wendy's, aunque hoy están disponibles otros sabores.
En 1989, Wendy's creó una carta a precios económicos (value menú) donde todos los productos costaban solo 0,99 dólares. Debido al alza de los costes en materias primas, Wendy's ha diseñado un nuevo menú con productos desde 0,99 hasta dos dólares.
Entre otras hamburguesas, se produjo la Big Classic, para competir contra sus principales rivales.

## Franquicias

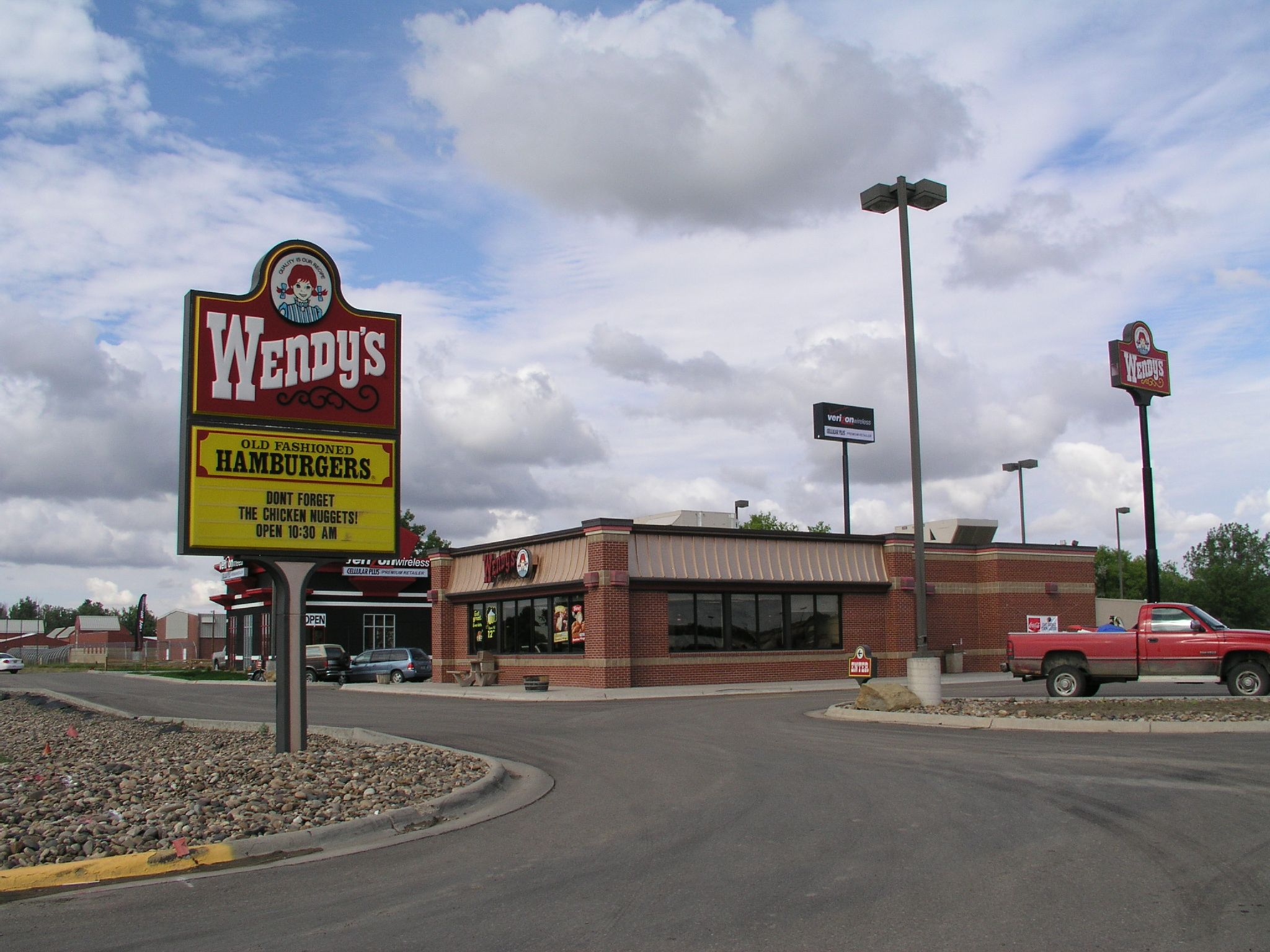
Restaurante de carretera de Wendy's en Miles City (Montana).

Wendy's cuenta con más de 6.480 restaurantes (casi todos en régimen de franquicia), lo que la convierte en la tercera cadena de hamburgueserías de los Estados Unidos por detrás de McDonald's y Burger King, así como en una de las multinacionales de comida rápida más importantes a nivel mundial.
La sede central se encuentra en Dublin, Ohio (Estados Unidos). El primer local se abrió a las afueras de Columbus y permaneció abierto hasta 2007.
La gran mayoría de restaurantes se encuentran en Estados Unidos, algo más de 6500. En el extranjero, Wendy's está presente en 27 países de América, Europa Oriental y Asia. Wendy's entró en el mercado asiático con la apertura de sus primeros restaurantes en Japón en 1980, en Hong Kong en 1982, y en las Filipinas y Singapur en 1983.
En lo que respecta a países de habla hispana, Wendy's opera en Norteamérica (México; actualmente cuenta con presencia en los estados de Chihuahua, Nuevo León, Aguascalientes, Querétaro, San Luis Potosí y Yucatán), Centroamérica (las Bahamas, El Salvador, Guatemala, Honduras, Panamá, Puerto Rico, la República Dominicana y Trinidad y Tobago) y Sudamérica (Argentina, Chile y Ecuador). En Ecuador empezó a operar en 2014 con un local en el centro de Guayaquil. Ese mismo año se abrió el primer restaurante en Chile, en la comuna de Las Condes (Santiago). 
Wendy's anunció en mayo de 2015 su incursión en la India, con un primer restaurante en la ciudad de Gurgaon.
En junio de 2021 la marca Wendy's regresó a Europa, con la apertura de un restaurante en la ciudad de Reading (Reino Unido).
Actualmente tiene planes de abrir locales en más países europeos en el futuro (entre ellos, Irlanda y España).

### Mercados abandonados
Wendy's llegó a estar presente en los cinco continentes, pero redujo su presencia internacional a partir de la década de 1990 para concentrarse en los negocios más rentables, medida que provocó el cierre paulatino de todos sus negocios en Europa Occidental y la retirada de países asiáticos como la Corea del Sur, Hong Kong, Taiwán, Singapur y Japón, en este último caso debido a las diferencias con su franquicia local.
En lo que respecta a Argentina, en 1996 llegó a este país con la apertura de 18 restaurantes locales, pero abandonó en 2000, un año antes de que estallara la crisis económica. En enero de 2012 regresó con la apertura de un local en el barrio de Belgrano (Buenos Aires), y un plan de expansión. Actualmente cuenta con 9 restaurantes, todos en la Provincia de Buenos Aires y en la Ciudad de Buenos Aires.
Wendy's estuvo en España desde principios de la década de 1980 hasta principios de los años 2000, coincidiendo con la desinversión de la firma en Europa.
En Costa Rica empezó a operar en 2005, abriendo 12 locaciones, pero todos sus restaurantes terminaron cerrando el 9 de enero de 2015.
La empresa incursionó en el mercado de Rusia en 2011, pero terminó cerrando tres años más tarde por bajas ventas.
Wendy's operó en Venezuela entre 1997 y 2021, funcionando en los antiguos locales de la desaparecida "Tropi Burger", franquicia nacional, teniendo al menos 60 restaurantes en 15 ciudades del país. En 2021, a la franquicia local no le fue renovado al permiso, por lo que cesó sus operaciones el 31 de marzo de 2021. A raíz de la pandemia de COVID-19 y la crisis política del país, de los 60 restaurantes, solo 5 operaban a finales de 2020 y 3 a inicios de 2021 (todos en Caracas), los cuales, hicieron descuentos de 50% para despedirse de Venezuela de manera definitiva.